# 西宮市立甲東小学校
西宮市立甲東小学校（にしのみやしりつこうとうしょうがっこう）とは、兵庫県西宮市にある市立小学校。

## 概要
本校は、1873年（明治6年）に東光寺（門戸厄神）に創設された仮校舎を原点としている。その後、西宮市の人口増加に伴い1947年（昭和22年）に現在の名称となった。
1995年（平成7年）の阪神・淡路大震災時には、1,500人以上の被災者の避難所として利用された。尚、同校の体育館が地震の揺れで屋根が崩壊した。
現在では、立て替えられた校舎、体育館が建ち並び、震災後の児童増加に伴い多くの学童を抱える。
周辺地域は、大阪市・神戸市に近いことから閑静な住宅街であるが、六甲山系の東の裾野の自然に恵まれている。「甲東」とは、六甲山系の一つ「甲山」の東にあるために命名された。
西宮市では、この甲東小学校・甲陵中学校の校区にある住宅地が、ファミリーにとっての人気立地の一つ、とされている。

## 沿革
- 1873年（明治6年）4月15日兵庫県武庫郡門戸村門戸小学校として門戸厄神内に仮校舎設立。
- 1876年（明治9年）12月　垣之内（現・門戸西町）に新築移転。
- 1884年（明治17年）中等科を設置。
- 1889年（明治22年）4月　町村制の施行により、甲東村となったため、甲東尋常小学校に改称。
- 1907年（明治40年）4月 学校制度変更により義務教育が６ヶ年に延長。高等科設置
- 1926年（大正15年）現在の位置に移転。
- 1941年（昭和16年）甲東村が西宮市と合併。西宮市立甲東国民学校に改称。
- 1944年（昭和19年）学校給食開始。
- 1947年（昭和22年）学制改革により西宮市立甲東小学校に改称。
- 1955年（昭和30年）10月1日　西宮市立広田小学校開校。広田町･能登町・愛宕山町等が広田小学校の校区に変更。（3年生以下）
- 1957年（昭和32年）8月　プール竣工
- 同年9月2日　西宮市立上ケ原小学校開校。岡田山町・上ヶ原町等が上ヶ原小学校の校区に変更。（3年生以下）
- 1965年（昭和40年）4月6日　西宮市立段上小学校開校。仁川・段上・上大市の一部等が段上小学校の校区に変更。（3年生以下）
- 1973年（昭和48年）4月7日  西宮市立樋ノ口小学校開校。門前・若山町等が樋ノ口小学校の校区に変更。（3年生以下）
- 1978年（昭和53年）4月7日  西宮市立段上西小学校開校。甲東園1-2丁目が段上西小学校の校区に変更。（3年生以下）
- 1988年（昭和63年）木造校舎解体
- 1994年（平成6年）西校舎鉄筋３階建て竣工
- 1995年（平成7年） 1月17日  阪神・淡路大震災により体育館崩壊。
- 2005年（平成17年）4月　学級増により仮設教室を使用
- 2006年（平成18年）9月　北玄関オートロック施錠・監視カメラ設置
- 2007年（平成19年）12月　アスベスト除去工事
- 2008年（平成20年） 4月　校門警備員配置（北玄関）
- 同年8月　校内LAN工事完了・３年生以上の教室にコンピュータを設置
- 2009年（平成21年）　11月　電子黒板設置
- 同年12月　校務用PC疎通
- 2010年（平成22年）1月　デジタルテレビ設置

## 著名な卒業生
- 千草宗一郎（関西テレビ元社長）
- 浦辺徹郎（地球科学者）
- 宮本泰介（千葉県習志野市長）
- 小池美波 (アイドル・櫻坂46）
- 佐藤輝明（近畿大→阪神タイガース）

## 通学区域が隣接している学校
- 西宮市立上ケ原小学校
- 西宮市立段上西小学校
- 西宮市立樋ノ口小学校
- 西宮市立高木北小学校
- 西宮市立高木小学校
- 西宮市立広田小学校